# FLYING〜L'Arc〜ATTACK
FLYING〜L'Arc〜ATTACK(フライング ラルク アタック)は、TOKYO FM系列「やまだひさしのラジアンリミテッド」内で放送されていたラジオ番組。1999年10月4日放送開始。進行役はやまだひさしでL'Arc〜en〜Cielのメンバーが交互に登場した。2002年3月いっぱいで終了。メンバーはラジアン本編にも頻繁に登場し、鉄拳クイズなどに参加した。hydeは「アチョー」を言うのをほとんどの回で忘れていた。

## ラジオ内コーナー／企画
初期のころはコーナー名などはなかったが、段々と思いつきや新曲リリースなどによってどんどん増えていった。

### 定番企画
- ラルク・アンサー・シエル

　いわゆる質問コーナー。ここから数々の派生企画が生まれていった。

### ラルクアンシエル の名前をアレンジしたもの
この名前を冠したコーナーは個人コーナーではない場合が多い。
- ラルク・アンダー・ワールド
- ラルク・メンズ・シエル
- ラルク・ワン・シエル
- ラルク・アンチ・シエル
- ラルク・ファン・シエル
- ラルク・ザンゲ・シエル
- ラルク・アン・フォーゲタブル
- ラルク・アダルト・シエル
- ラルク・アンドロメダ
- ラルク・暗黒・シエル
- ラルク・アマアマ・シエル
- ラルク・カンドー・シエル
- ラルク・アンサー・シャッフル
- ラルク・アンアン・シエル
- ラルク・アン・シンドローム
- ラルク・アンダーグランドハート・ シエル
- ラルク・官能・シリトリエル
- ラルク・エスチャー・シエル
- ラルク・リコメンズ・シエル

### hyde企画
- デス・リカバー・ジャパン

　先に始まったken企画、ディスカバリー・ジャパンをもじった企画。
- デビラルク
- ニューキッズオンザセックス

　明るい性教育をテーマにした企画。男性アイドルグループのニュー・キッズ・オン・ザ・ブロックのグループ名をアレンジ。冒頭では彼らの代表曲、Step by Stepがかかっている。それまで10時台に放送していた番組が、11時台へ移動するきっかけとなったコーナーである。
- アームファイトクラブ
- ホーンテッドハウス

### ken企画
- ディスカバリー・ジャパン
- Lダメージ
- ザ・タイトル
- ジェイソン企画vol.1 13日のken曜日
- ザ・改名宣言
- ギター講座ロッケンオン
- 世界チャートイン
- ケンゾウの試みの処方箋
- kenの懸賞生活

　番組宛てに届いた年賀状を確認したところ、切手シートが30枚ほど当たっていた為に始まった企画。2002年2月5日放送回で応募したhydeパズルに当選していたことが、同年3月19日の放送で発覚した。
- ken国記念日

### tetsu企画
- 発明ジャパン
- おもいっきりtetsu
- tetsu's press(音楽雑誌 CDでーたとの連動企画)
- 美食クラブ
- Wonderful Selection！
- tetsu's ジャッジメント

### yukihiro企画
- アンユージュアル・ジャパン

　派生として「～キッズ」「～ラージ」が放送された。
- ユッキー's Power Play

　ラルク・アンサー・シエルに次ぐ、長寿企画。
- 劇空間プロラルクニュース

　最初はラルクにまつわるニュースを紹介する企画だったが、いつの間にかメンバーの目撃情報を紹介する企画に変わった。本当の目撃情報の他、YOU THE ROCK★本人からも目撃情報が届いた。
- ユッキー's 五十三次
- yukihiroのドラドラクリニック
- 本当ですか？・アンサー・シエル

　ラルク・アンサー・シエルの派生企画。yukihiro宛てに寄せられた質問の語尾に「本当ですか？」とつくものが多いことから始まった。

### その他企画
- リアル・ラルク・プロフィール
- ラルクリスマス
- L'Arc Countdown L'Arc
- get out from the shell テスト
- サイコロトーク
- ラルク・ミーティング
- ラルク連続ラジオ小説
- 21世紀・ファーストミーティング・4days、L'Arc to the Future(2001年年始企画)
- FLYING〜L'Arc〜ATTACK プロデュース連続ラジオドラマ ダウンロードプロジェクト ザ・アネモネ・ハッカー
- ラフ・アン・ルーレット
- ～メール(～の部分にはメンバーの名前が入る)
- FLYING〜L'Arc〜ATTACK プロデュース ダウンロードプロジェクト Spirit dreams inside ハッカー
- 取調べします
- やまちゃんの裏話をしましょうのコーナー
- 新曲解禁記念！S、D、I、A、D、叫べ！
- メモリー・オブ・ジ・イヤー(2001年年末企画)

### リスナー参加型企画
- ラブラブフライトキャンペーン(『LOVE FLIES』リリース企画)
- シャイニングスターズキャンペーン(『NEO UNIVERSE』リリース企画)
- (モア)ディープトライアル 4days
- シークレット・メロディー・トライアル 8days
- STAY AWAY号傷心バスツアー(『STAY AWAY』リリース企画)
- ラルクバスREAL号暗号解読
- シングルコレクション・完全予想キャンペーン(『Clicked Singles Best 13』リリース企画)
- ジェイソン企画vol.2 13曲の誕生日
- コードレスマウス争奪キーワードトライアル
- ドッキング・ワードキャンペーン 1＋4(「CDでーた」連動企画)
- ring the noise 選手権
- ウィスパーボイス選手権
- Angel's tale CD-ROM ラス1大抽選会！
- ラルク私物プレゼント！

## 迷セリフ
- 最高のどざえもんと伊勢丹へアツアツでどんぶらこ(「新曲解禁記念！S、D、I、A、D、叫べ!」にて)
- 巡礼が成功しますように(「ラルク連続ラジオ小説」にて)